# Villedieu-la-Blouère
Villedieu-la-Blouère est une ancienne commune française située dans le département de Maine-et-Loire, en région Pays de la Loire, devenue le 15 décembre 2015 une commune déléguée au sein de la commune nouvelle de Beaupréau-en-Mauges.
Située dans le pays des Mauges, elle est bordée au sud-ouest par La Sanguèze et au sud-est par le ruisseau de la Bondussière puis par L'Avresne jusqu'au ord-est.

## Géographie

### Localisation
Ce village angevin de l'ouest de la France se situe dans la région des Mauges, à 18 km au nord-est de Clisson, à 38 km à l'est de Nantes et à 8 km au sud-ouest de Beaupréau,. La commune est située à 2 kilomètres de la route nationale 249, voie donnant accès à Nantes ainsi qu'à Cholet.

### Localités limitrophes
Les communes limitrophes sont  Gesté, La Chapelle-du-Genêt, La Renaudière, Le Fief-Sauvin et Saint-Philbert-en-Mauges.

### Hydrographie
Son territoire est bordé au sud-ouest par La Sanguèze et au sud-est par le ruisseau de la Bondussière puis par l'Avresne jusqu'au nord-est.[réf. nécessaire]

## Toponymie
C'est d'abord La Blouère qui apparait sous le nom de Boeria, puis en 1326 Bloeria. En 1401, il est question de La Blouere. En 1536, les archives de la Frapinière mentionnent le nom de Villedé-en-Mauges. En 1668, La Blouère-et-Villedieu, puis Villedieu-la-Blouère à la fin du XVIIIe, La Blouère jusqu'en 1800, Villedieu jusqu'en 1920.
Nom révolutionnaire, La Commanderie de Villedieu en 1793.

## Histoire
À cette époque, la campagne des Mauges était recouverte d'une forêt dense, dont il reste quelques vestiges ; le chêne de Saint-Joseph, à l’origine d’un pèlerinage très populaire au XIXe siècle. Avant 1789 et jusqu'en 1828, la Blouère formait la paroisse unique, constituée autour d'un bourg peuplé principalement d'agriculteurs. Au fil des années, les habitants de Villedieu, au départ quelques familles venues travailler à la culture des terres du fermier général des Commandeurs, se firent plus nombreux que ceux de la Blouère. L'essor de l'industrie du tissage au XVIIe siècle mena à l'installation de nombreux fabricants et marchands tissiers à Villedieu. Par la suite, l'industrie du cuir s'implanta également à Villedieu, avec son apogée dans les années 1960,.
L'histoire de Villedieu-la-Blouère a aussi été marquée par la personne de monsieur Johannès, né Jean-Baptiste Dreux, dans l'Oise en 1771. Ne voulant pas faire partie de la levée des 300 000 hommes décrétée par la Convention, il partit vers la Bretagne, Nantes puis Vallet, et de ferme en ferme, Gesté et enfin Villedieu. Le jeune homme commença à enseigner à un petit groupe les rudiments de la langue française. La réputation du jeune maître dépassa les limites de ce territoire. On vit venir des élèves de Nantes, Beaupréau, Vallet, Montrevault, Cholet, Trémentines, Montfaucon et Roussay. Après avoir créé la première école à Villedieu, il voulait encore leur procurer le bien-être temporel : assainir le bourg, constituer la commune, faire progresser l'industrie locale, travailler à la fondation d'une paroisse ; tels étaient les sujets qui l'occupaient.
En 2014, un projet de fusion de l'ensemble des communes de l'intercommunalité se dessine. Le 2 juillet 2015, les conseils municipaux de l'ensemble des communes du territoire communautaire votent la création d'une commune nouvelle au 15 décembre 2015,.

### Les Hospitaliers
Il semble que Villedieu doit son existence à la chevalerie médiévale et à la commanderie des Hospitaliers de l'ordre de Saint-Jean de Jérusalem. Ces derniers, à la fois religieux et militaires, étaient installés dans la région pour produire des ressources à la Terre sainte et aussi maintenir la sécurité des chemins de leur ressort. Ils construisirent un château dit châtellenie de Villedieu, en plein cœur du bourg, au croisement des chemins de Beaupréau et de Gesté. Le château fut vendu nationalement le 14 novembre 1792 et finalement abandonné, les vestiges étant encore visibles au début du XIXe siècle.

## Politique et administration

### Administration municipale

#### Administration actuelle
Depuis le 15 décembre 2015, Villedieu-la-Blouère constitue une commune déléguée au sein de la commune nouvelle de Beaupréau-en-Mauges et dispose d'un maire délégué.
| Période                                  | Période  | Identité        | Étiquette | Qualité |
| ---------------------------------------- | -------- | --------------- | --------- | ------- |
| 15 décembre 2015                         | mai 2020 | Bernard Gallard |           |         |
| mai 2020                                 | en cours | Bernadette Mary |           |         |
| Les données manquantes sont à compléter. |          |                 |           |         |

#### Administration ancienne
| Période          | Période                | Identité                    | Étiquette | Qualité                                                                                          |
| ---------------- | ---------------------- | --------------------------- | --------- | ------------------------------------------------------------------------------------------------ |
| 1788             | janvier 1789           | Jean-Gabriel Chevalier      |           | Notaire, syndic de municipalité                                                                  |
| novembre 1791    | décembre 1792          | Mathurin Mécheneau          |           |                                                                                                  |
| janvier 1793     | frimaire an VI         | Nicolas Chiron              |           | Agent municipal                                                                                  |
| frimaire an VI   | an VI                  | Jean Colasseau              |           |                                                                                                  |
| brumaire an VI   | an VI                  | Mathurin Levron             |           |                                                                                                  |
| an VI            | an XI                  | Joseph Mécheneau            |           |                                                                                                  |
| an XI            | an XII                 | E. Milsonneau               |           |                                                                                                  |
| an XII           | novembre 1809          | Jacques Monnier (père)      |           |                                                                                                  |
| 27 novembre 1809 | juillet 1814           | Jacques Monnier (fils)      |           |                                                                                                  |
| 16 juillet 1814  | février 1833           | Jean Lecomte                |           |                                                                                                  |
| février 1833     | août 1833              | Pierre Monnier              |           |                                                                                                  |
| 12 août 1833     | 1870                   | Jacques Thomas              |           |                                                                                                  |
| 1870             | 1875                   | Jean Bouilli                |           |                                                                                                  |
| 1875             | 1886                   | F. Plard                    |           |                                                                                                  |
| 1886             | 1892                   | Auguste Emeriau             |           |                                                                                                  |
| 1892             | 1912                   | Philbert Thomas             |           |                                                                                                  |
| 1912             | 1924                   | François Vincent            |           |                                                                                                  |
| 1924             | septembre 1938 (décès) | Victor Ménard               |           | Industriel en chaussures                                                                         |
| 1938             | mars 1965              | Joseph Ménard               |           |                                                                                                  |
| mars 1965        | mars 1989              | François Salmon (1914-2012) |           | Chef d'entreprise, maire honoraire                                                               |
| mars 1989        | juin 1995              | Jean Séchet (1928-2022)     | UDF-CDS   | Directeur de coopérative agricole, maire honoraire Conseiller général de Beaupréau (1976 → 1994) |
| juin 1995        | mars 2001              | Pierre Huchon               |           | Comptable dans une coopérative agricole, maire honoraire Adjoint au maire (1989 → 1995)          |
| mars 2001        | mars 2014              | Jean-Paul Bompas            | DVD       | Retraité, maire honoraire                                                                        |
| mars 2014        | 14 décembre 2015       | Bernard Gallard             | DVD       | Retraité                                                                                         |

### Ancienne situation administrative
La commune était membre de la communauté de communes du Centre-Mauges, elle-même membre du syndicat mixte Pays des Mauges. La création de la commune nouvelle de Beaupréau-en-Mauges entraîne sa suppression à la date du 15 décembre 2015, avec transfert de ses compétences à la commune nouvelle.
Villedieu-la-Blouère fait partie du canton de Beaupréau-en-Mauges et de l'arrondissement de Cholet. La réforme territoriale du 26 février 2014 élargie le canton et la commune reste attachée à celui-ci.

## Population et société

### Évolution démographique
L'évolution du nombre d'habitants est connue à travers les recensements de la population effectués dans la commune depuis 1793. À partir du 1er janvier 2009, les populations légales des communes sont publiées annuellement dans le cadre d'un recensement qui repose désormais sur une collecte d'information annuelle, concernant successivement tous les territoires communaux au cours d'une période de cinq ans. 
Pour les communes de moins de 10 000 habitants, une enquête de recensement portant sur toute la population est réalisée tous les cinq ans, les populations légales des années intermédiaires étant quant à elles estimées par interpolation ou extrapolation. Pour la commune, le premier recensement exhaustif entrant dans le cadre du nouveau dispositif a été réalisé en 2007,.
En 2013, la commune comptait 2 502 habitants, en évolution de +5,66 % par rapport à 2008 (Maine-et-Loire : +3,3 %, France hors Mayotte : +2,49 %).
| 1793  | 1800  | 1806 | 1821 | 1831 | 1836 | 1841 | 1846 | 1851  |
| ----- | ----- | ---- | ---- | ---- | ---- | ---- | ---- | ----- |
| 1 200 | 1 052 | 712  | 897  | 909  | 901  | 628  | 983  | 1 125 |

| 1856  | 1861  | 1866  | 1872  | 1876  | 1881  | 1886  | 1891  | 1896  |
| ----- | ----- | ----- | ----- | ----- | ----- | ----- | ----- | ----- |
| 1 174 | 1 265 | 1 266 | 1 266 | 1 310 | 1 311 | 1 319 | 1 318 | 1 301 |

| 1901  | 1906  | 1911  | 1921  | 1926  | 1931  | 1936  | 1946  | 1954  |
| ----- | ----- | ----- | ----- | ----- | ----- | ----- | ----- | ----- |
| 1 257 | 1 254 | 1 287 | 1 159 | 1 208 | 1 180 | 1 196 | 1 310 | 1 482 |

| 1962  | 1968  | 1975  | 1982  | 1990  | 1999  | 2006  | 2011  | 2013  |
| ----- | ----- | ----- | ----- | ----- | ----- | ----- | ----- | ----- |
| 1 658 | 1 790 | 1 922 | 2 104 | 2 193 | 2 102 | 2 248 | 2 457 | 2 502 |

### Pyramide des âges
La population de la commune est relativement jeune. Le taux de personnes d'un âge supérieur à 60 ans (21,5 %) est en effet supérieur au taux national (21,8 %) tout en étant toutefois inférieur au taux départemental (21,4 %).
À l'instar des répartitions nationale et départementale, la population féminine de la commune est supérieure à la population masculine. Le taux (50,5 %) est du même ordre de grandeur que le taux national (51,9 %).
La répartition de la population de la commune par tranches d'âge est, en 2008, la suivante :
- 49,5 % d’hommes (0 à 14 ans = 21,6 %, 15 à 29 ans = 19,4 %, 30 à 44 ans = 21 %, 45 à 59 ans = 21 %, plus de 60 ans = 17 %) ;
- 50,5 % de femmes (0 à 14 ans = 20,7 %, 15 à 29 ans = 15,8 %, 30 à 44 ans = 19,7 %, 45 à 59 ans = 18 %, plus de 60 ans = 25,9 %).

| Hommes | Classe d’âge | Femmes |
| ------ | ------------ | ------ |
| 0,4    | 90 ans ou +  | 2,2    |
| 5,2    | 75 à 89 ans  | 10,3   |
| 11,4   | 60 à 74 ans  | 13,4   |
| 21,0   | 45 à 59 ans  | 18,0   |
| 21,0   | 30 à 44 ans  | 19,7   |
| 19,4   | 15 à 29 ans  | 15,8   |
| 21,6   | 0 à 14 ans   | 20,7   |

| Hommes | Classe d’âge | Femmes |
| ------ | ------------ | ------ |
| 0,4    | 90 ans ou +  | 1,1    |
| 6,3    | 75 à 89 ans  | 9,5    |
| 12,1   | 60 à 74 ans  | 13,1   |
| 20,0   | 45 à 59 ans  | 19,4   |
| 20,3   | 30 à 44 ans  | 19,3   |
| 20,2   | 15 à 29 ans  | 18,9   |
| 20,7   | 0 à 14 ans   | 18,7   |

## Économie
Sur 139 établissements présents sur la commune à fin 2010, 13 % relevaient du secteur de l'agriculture (pour une moyenne de 17 % sur le département), 11 % du secteur de l'industrie, 20 % du secteur de la construction, 41 % de celui du commerce et des services et 15 % du secteur de l'administration et de la santé.

## Culture locale et patrimoine

### Lieux et monuments

#### L'ancienne église
L'ancienne église a été démolie en 1872. Elle avait tous les caractères de l'architecture du XIIe siècle. Sur tous les murs se déroulait une immense fresque. C'est dans la partie supérieure et dans la portion qui appartient à l'époque la plus ancienne de l'église que se trouvent les plus remarquables peintures. Un épais badigeon enlevé à grand peine, a mutilé ou détruit les figures, sauf pourtant un groupe de cinq personnages qui semblent appartenir à une procession se dirigeant vers le chœur. Après les restes d'une première figure, suit un personnage nimbé, puis, une sorte de meuble reposant sur trois supports apparents et qui semble recouvert d'une tapisserie. Quatre personnages, dont les tètes n'existent plus, viennent ensuite. Le premier, aux vêtements amples, mais dont les plis sont sans souplesse. Le second, aux habits moins amples mais retombant aussi sous le poids de l'étoffe, a le bras tendu en avant à la hauteur de la figure.
Le troisième marche à pas précipités : ses vêtements, agités par le vent ou par l'action, forment des plis ondulés, surtout à la partie supérieure retombant sur les jambes, que les premiers ont entièrement recouvertes. Comme le précédent, ce troisième personnage a le bras droit tendu en avant à la hauteur de la face. Il semble avoir suspendu aux épaules une sorte d'appendice, comme une aile repliée, si ce n'est l'ombre fortement accentuée d'un pli du vêtement. Le dernier personnage n'est vu que de dos, il porte aussi des vêtements assez longs. La suite se prolongeait vers le chœur, les traces en sont apparentes jusqu'au-dessus de l'ancienne chapelle Saint Michel, transformée en sacristie. Au-dessous de ces peintures vers la gauche, on en aperçoit d'autres, mais on ne distingue bien qu'un personnage nimbé, en mouvement, vêtements flottants, s'arrêtant au-dessus du genou. La scène qui est exposée ci-dessus est pleine de mouvement et de vie, l'exécution annonce une main exercée, cela n'a pas la supériorité de faire des peintures de Saint-Laurent-du-Mottay, mais cela l'emporte sur celles de la chapelle de La Jousselinière et de Notre Dame de Chemillé.

#### L'église Saint-Jean-Baptiste de Villedieu
L'église actuelle a été construite en 1860, de style ogival. L'ancien tabernacle a été replacé sur le maître-autel. Objets d'art provenant de l'ancienne église : croix processionnelle classée par arrêté en date du 29 octobre 1906. Elle est en argent, sur âme en bois, mesure environ 0 mètre 45 et date de 1677. Œuvre de Pierre Bouffard, orfèvre à Angers. Elle porte d'un côté le Christ nimbé, de l'autre une Vierge coiffée d'une sorte de mitre, et l'Enfant Jésus. Le nœud est orné de rinceaux niellés et le bâton de fleurs de lis en relief. Les autres objets (statues boite aux saintes huiles, calice, bannières) sont toujours conservés. Le calice et la boite aux saintes huiles ont figuré en 1960 à l'exposition « Trésors des églises de l'Anjou ».

#### L'église Saint-Christophe de la Blouère (XIXesiècle)
Elle aussi de style ogival (1860), elle n'est plus affectée au culte depuis le début des années 1990 bien qu'elle ne soit pas désacralisée. Elle est transformée en musée et accueille les cénotaphes des chevaliers de Saint-Jean, qui avaient leur commanderie dans le bourg.

#### Le prieuré
Le prieuré de la Blouère dépendant de l'abbaye Saint-Jouin de Marnes, fut réuni dès le début du XVIIIe siècle au prieuré de Gesté et n'a pas laissé de traces dans les archives. Toutefois on trouve la mention de la vente d'une partie des biens au profit du trésor royal en 1569-1579.

#### Chapelle Saint-Joseph
La chapelle Saint-Joseph a été construite sur un chêne, dont le tronc est visible à l'intérieur.

#### Autres lieux et monuments
Deux croix sont protégées au titre des monuments historiques :
- une croix de carrefour, dite Crois de la Brandelière, du XVe siècle, au lieu-dit Champ de la Croix[26] ;
- une croix de cimetière, croix stationale du XVe siècle, dans le cimetière[27].

#### Galerie

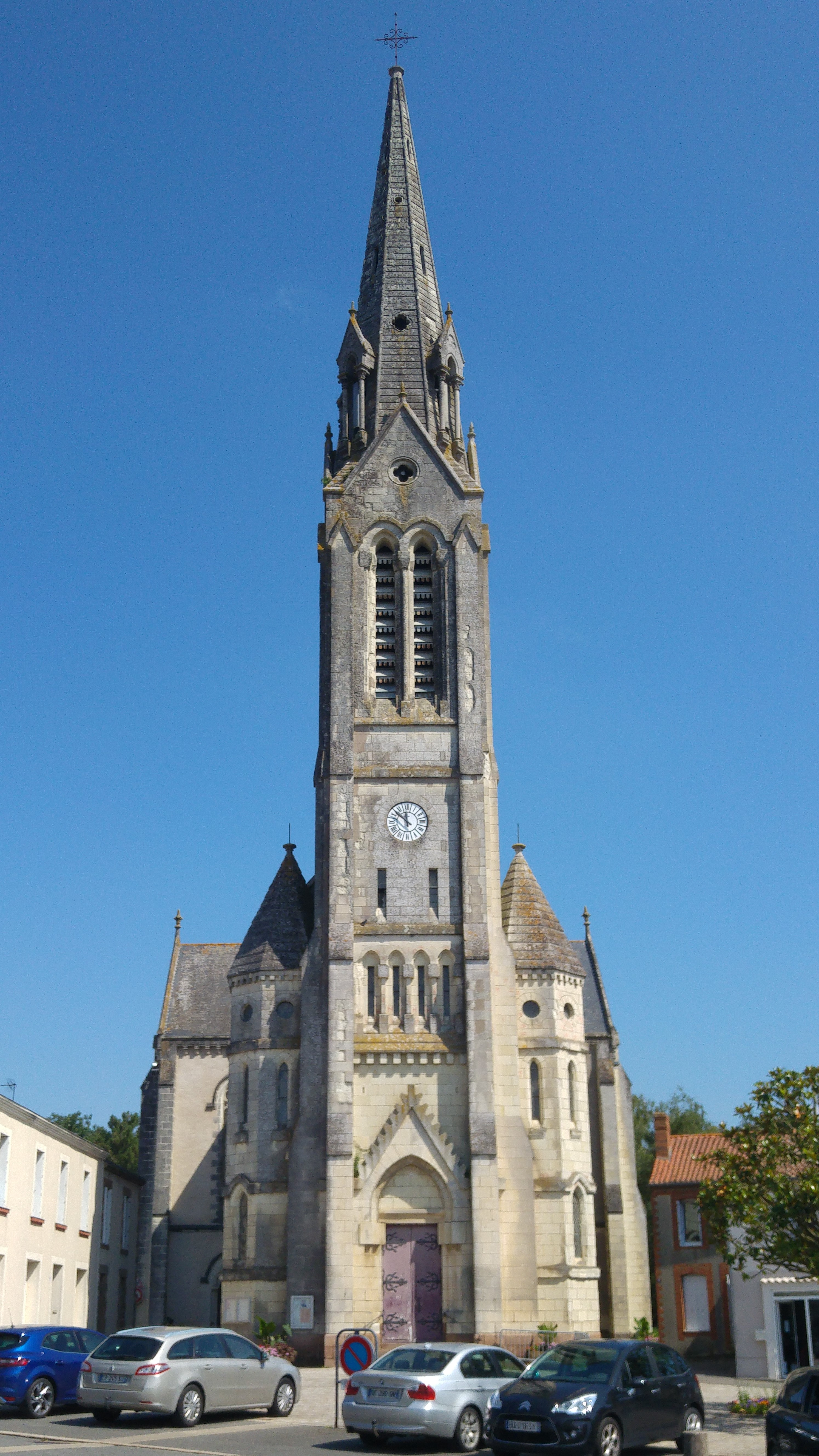
Façade de l'église Saint-Jean-Baptiste.
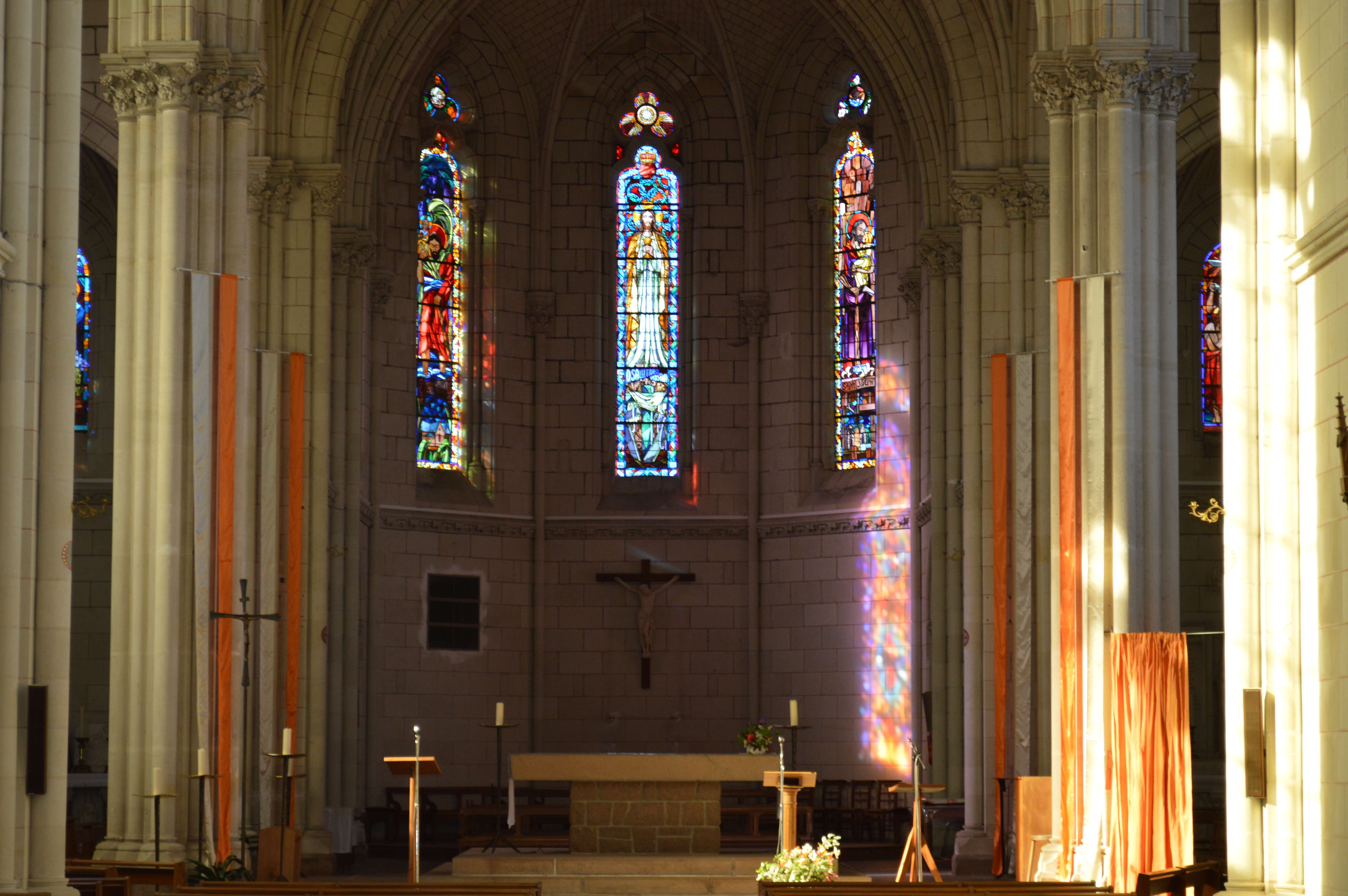
Le chœur de l'église, le prolongement de la nef et les vitraux.
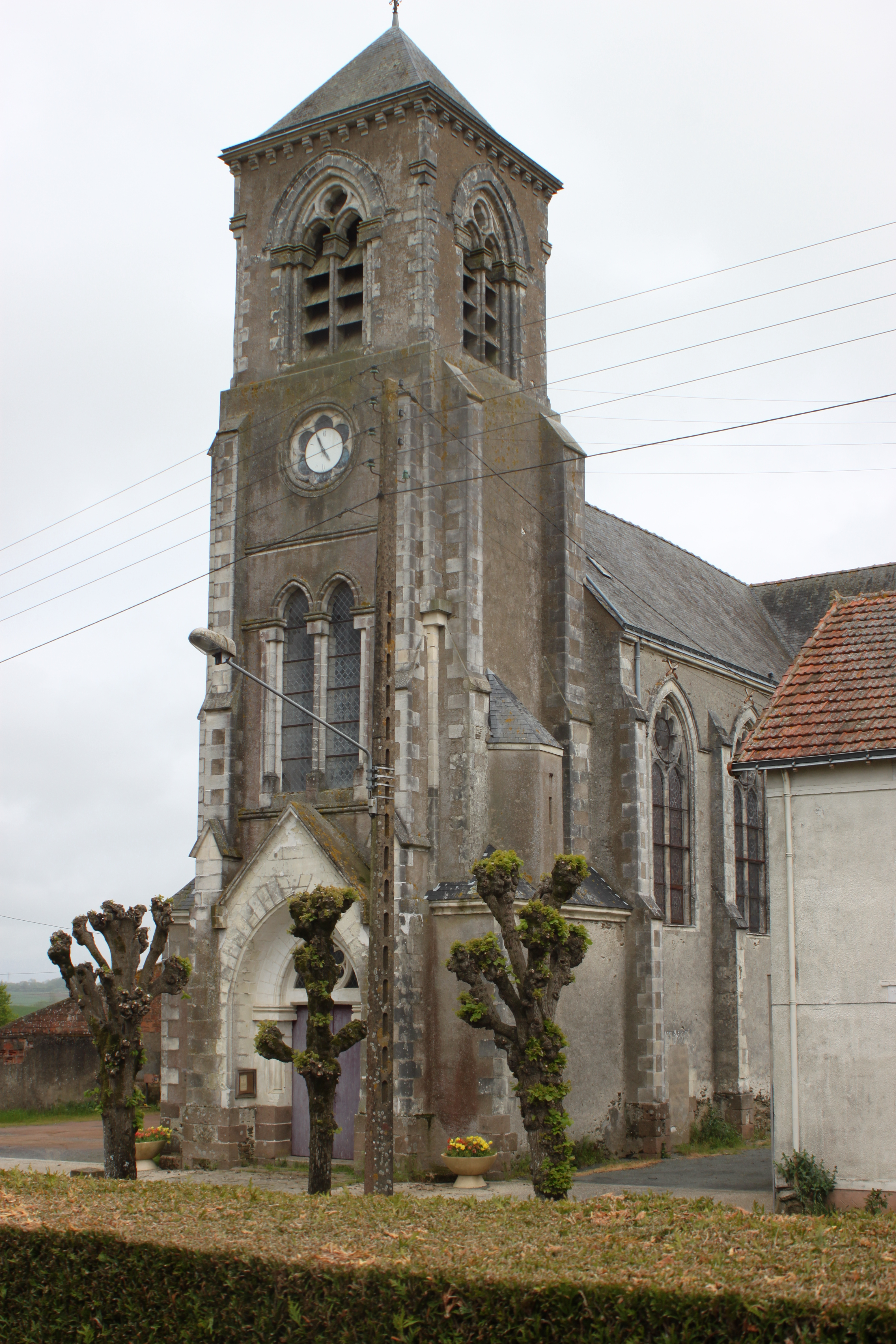
Clocher de l'église de La Blouère.
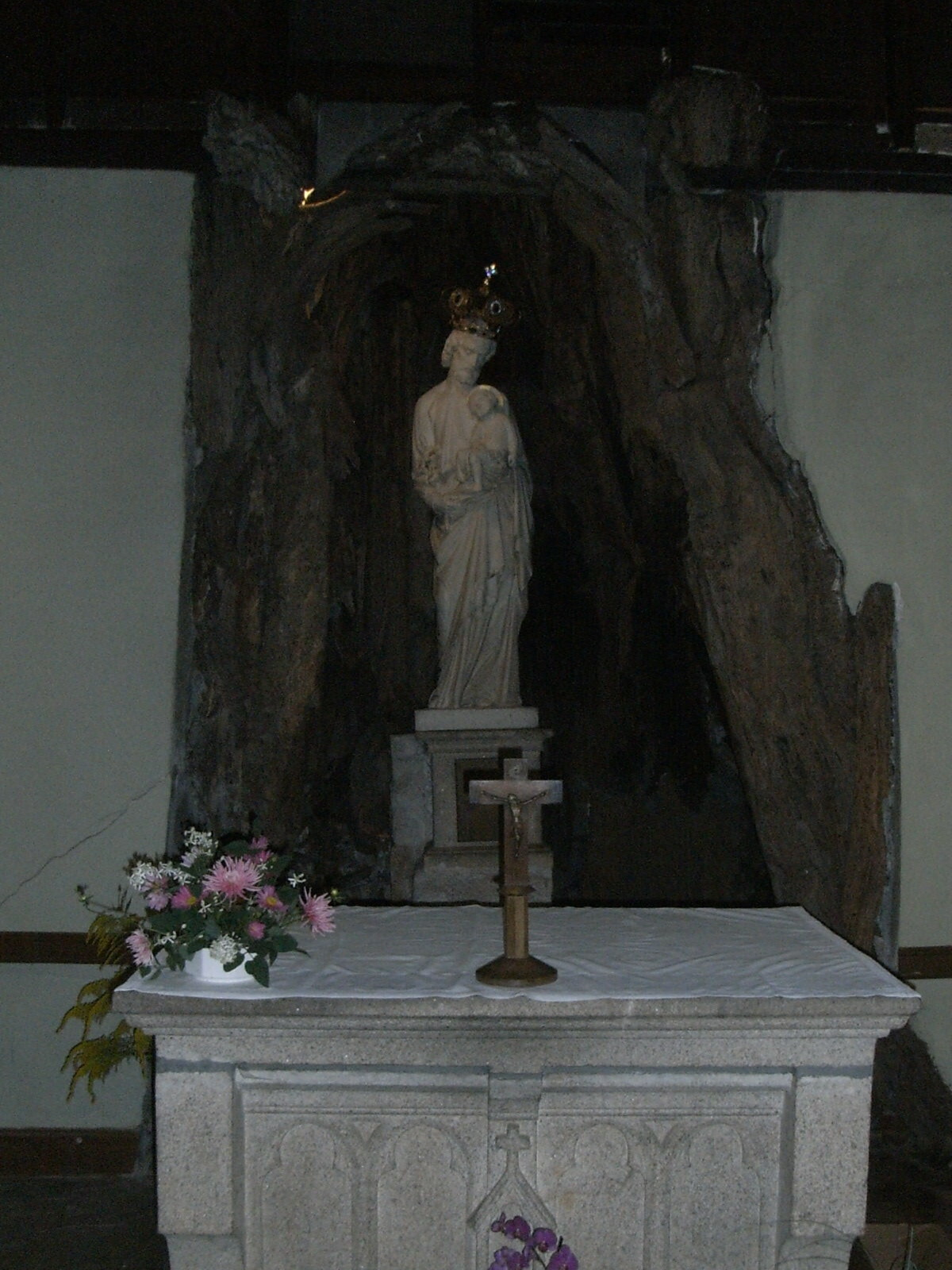
Statue de saint Joseph placée au cœur du chêne centenaire.
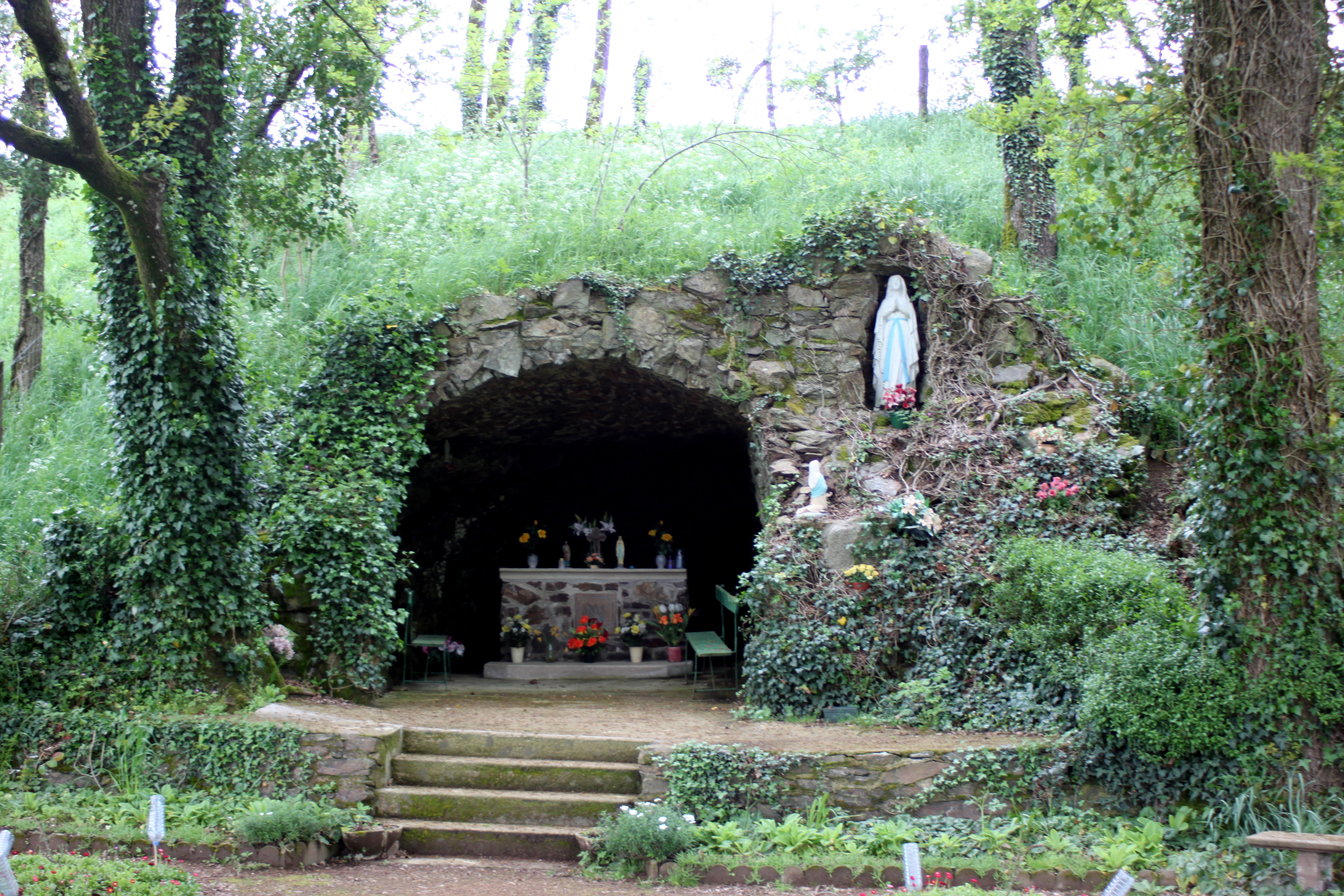
Réplique de la grotte de Lourdes.

### Personnalités liées à la commune
- Jean-Marie Aubron (1937-2023), homme politique français y est né[28].

## Pour approfondir